# Bodø
Bodø er en bykommune i Nordland fylke i Norge. Den grænser i nordøst mod Sørfold, i øst mod Fauske og Saltdal, og i syd mod Beiarn og Gildeskål. Byen har et areal på 13,81 km² og en befolkning på 49.040 mennesker (1. oktober 2012). 
Bodø er også fylkeshovedstad i Nordland. Bodø ligger nord for polarcirklen (67°17′ N og 14°23′ Ø) og har midnatssol fra 4. juni til 8. juli. 

## Historie
Navnet Bodø kan spores tilbage til 1500-tallet. Navnet er sandsynligvis en fejlstavning af Bodin, som var navnet på kirkestedet i området på denne tid.
Bodø blev grundlagt i 1816 og var tænkt som en handelsby for nordnorske fiskere i stedet for Bergen. Tre alternativer for en ny by blev diskuteret: Brønnøy, Vågan og Hundholmen, (som var den tids navn på Bodø). Norge var stadig under Danmark, da planerne blev overvejet. Dermed var det en dansk finanskommission, som vurderede de aktuelle områder mod hinanden. Hundholmen/Bodø blev valgt i 1813, fordi området var mere centralt end Brønnøy, samt at det var lettere at skaffe træindustri her end i Vågan. Desuden havde lensherren over Nordlandene holdt til i Bodøområdet siden 1605.
Napoleonskrigene og Norges overdragelse fra Danmark til Sverige gjorde, at byetableringen blev udsat. I tiden mellem 1813 og 1816 arbejdede bergenserne hårdt for at hindre oprettelse af en by på Hundholmen. Bergen anså oprettelsen af ny by i Nordnorge som en trussel mod den dominans, der nærmede sig et handelsmonopol, som de havde på handlen med fisk mellem Lofoten og udlandet.
I 1814 tog biskop Mathias Bonsak Krogh «Forslag til en Kjøpstæds Anlæggelse paa Bodøe i Nordlandene» op igen. Forslaget skabte store protester fra Bergen. Stortinget oprettede en kommission for at udrede sagen. Stortinget stemte om sagen i 1816, og 50 stemte for en ny by og 6 imod. 